# Palermo Ladies Open 2019
Palermo Ladies Open 2019, oficiálně 30^Palermo Ladies Open, byl tenisový turnaj pořádaný jako součást ženského okruhu WTA Tour, který se odehrával na otevřených antukových dvorcích Country Time Clubu. Událost probíhala mezi 22. až 28. červencem 2019 v italském Palermu jako dvacátý sedmý ročník turnaje. Do kalendáře WTA se vrátil po šestileté přestávce, kdy vypršela opce na pořádání události Malaysian Open v Kuala Lumpuru.
Turnaj s rozpočtem 250 000 dolarů patřil do kategorie WTA International. Nejvýše nasazenou hráčkou ve dvouhře se světová pětka Kiki Bertensová z Nizozemska. Jako poslední přímá účastnice do dvouhry nastoupila 151. hráčka žebříčku Italka Jasmine Paoliniová.
Druhý singlový titul na okruhu WTA Tour vybojovala Švýcarka Jil Teichmannová, která finálovou výhrou nad Bertensovou poprvé v kariéře porazila členku elitní světové desítky. Čtyřhru vyhrál švédsko-český pár Cornelia Listerová a Renata Voráčová, jehož členky získaly první společnou trofej.

## Distribuce bodů a finančních odměn

### Distribuce bodů
| Soutěž  | vítězky | finalistky | semifinalistky | čtvrtfinalistky | 16 v kole | 32 v kole | Q  | Q2 | Q1 |   |
| ------- | ------- | ---------- | -------------- | --------------- | --------- | --------- | -- | -- | -- | - |
| dvouhra | 280     | 180        | 110            | 60              | 30        | 1         | 18 | 12 | 1  |   |
| čtyřhra | 280     | 180        | 110            | 60              | 1         | —         | —  | —  | —  | — |

### Finanční odměny
| Soutěž                                | vítězky  | finalistky | semifinalistky | čtvrtfinalistky | 16 v kole | 32 v kole | Q2    | Q1    |
| ------------------------------------- | -------- | ---------- | -------------- | --------------- | --------- | --------- | ----- | ----- |
| dvouhra                               | 34 677 € | 17 258 €   | 9 274 €        | 4 980 €         | 2 742 €   | 1 694 €   | 823 € | 484 € |
| čtyřhra                               | 9 919 €  | 5 161 €    | 2 770 €        | 1 468 €         | 774 €     | —         | —     | —     |
| částky ve čtyřhře jsou uváděny na pár |          |            |                |                 |           |           |       |       |

## Ženská dvouhra

### Nasazení
| Stát                             | Hráčka                   | WTA | Nasazení |
| -------------------------------- | ------------------------ | --- | -------- |
| Nizozemsko                       | Kiki Bertensová          | 5.  | 1.       |
| Francie                          | Alizé Cornetová          | 48. | 2.       |
| Slovensko                        | Viktória Kužmová         | 54. | 3.       |
| Slovinsko                        | Tamara Zidanšeková       | 57. | 4.       |
| Francie                          | Pauline Parmentierová    | 75. | 5.       |
| Německo                          | Laura Siegemundová       | 77. | 6.       |
| Španělsko                        | Sara Sorribesová Tormová | 87. | 7.       |
| Švýcarsko                        | Jil Teichmannová         | 90. | 8.       |
| Žebříček WTA k 15. červenci 2019 |                          |     |          |

### Jiné formy účasti
Následující hráčky obdržely divokou kartu do hlavní soutěže:
- Sara Erraniová
- Giulia Gattoová-Monticoneová
- Martina Trevisanová

Následující hráčka měla nastoupit do hlavní soutěže pod žebříčkovou ochranou:
- Anna-Lena Friedsamová

Následující hráčka obdržela do hlavní soutěže zvláštní výjimku:
- Martina Di Giuseppeová

Následující hráčky si zajistily postup do hlavní soutěže v kvalifikaci:
- Gabriela Céová
- Elisabetta Cocciarettová
- Jaimee Fourlisová
- Amandine Hesseová
- Tereza Mrdežová
- Jessica Pieriová

Následující hráčky postoupily z kvalifikace jako tzv. šťastné poražené:
- Georgina Garcíová Pérezová
- Ljudmila Samsonovová
- Fanny Stollárová

### Odhlášení
před zahájením turnajeká
- Timea Bacsinszká → nahradila ji  Ljudmila Samsonovová
- Mona Barthelová → nahradila ji  Arantxa Rusová
- Aliona Bolsovová → nahradila ji  Antonia Lottnerová
- Martina Di Giuseppeová → nahradila ji  Fanny Stollárová
- Julia Görgesová → nahradila ji  Irina-Camelia Beguová
- Polona Hercogová → nahradila ji  Lara Arruabarrenová
- Mandy Minellaová → nahradila ji  Georgina Garcíová Pérezová
- Karolína Muchová → nahradila ji  Paula Badosová
- Anna Karolína Schmiedlová → nahradila ji  Stefanie Vögeleová
- Čang Šuaj → nahradila ji  Jekatěrine Gorgodzeová

### Skrečování
- Anna-Lena Friedsamová (poranění pravého stehenního přitahovače)[2]
- Antonia Lottnerová (gastroenteritida)[2]

## Ženská čtyřhra

### Nasazení
| Stát                                                                         | Hráčka                   | Stát     | Hráčka           | WTA  | Nasazení |
| ---------------------------------------------------------------------------- | ------------------------ | -------- | ---------------- | ---- | -------- |
| Švédsko                                                                      | Cornelia Listerová       | Česko    | Renata Voráčová  | 170. | 1.       |
| Španělsko                                                                    | Georgina García Pérezová | Maďarsko | Fanny Stollárová | 204. | 2.       |
| Austrálie                                                                    | Darja Gavrilovová        | Čína     | Pcheng Šuaj      | 239. | 3.       |
| Itálie                                                                       | Giorgia Marchettiová     | Brazílie | Laura Pigossiová | 316. | 4.       |
| Žebříček WTA k 15. červenci 2019; číslo je součtem umístění obou členek páru |                          |          |                  |      |          |

### Jiné formy účasti
Následující páry obdržely divokou kartu do hlavní soutěže:
- Federica Bilardová /  Dalila Spiteriová
- Elisabetta Cocciarettová /  Federica Rossiová

### Odhlášení
před zahájením turnaje
- Martina Di Giuseppeová (viróza)[5]

### Skrečování
- Rosalie van der Hoeková (gastroenteritida)[5]

## Přehled finále

### Ženská dvouhra
- Jil Teichmannová vs.  Kiki Bertensová, 7–6(7–3), 6–2

### Ženská čtyřhra
- Cornelia Listerová /  Renata Voráčová vs.  Jekatěrine Gorgodzeová /  Arantxa Rusová, 7–6(7–2), 6–2